# Frédéric Wittner
Pour les articles homonymes, voir Wittner.
Frédéric Wittner est un journaliste et dirigeant de radio français, ancien élève de l'École supérieure de journalisme de Lille (61e promotion).
En septembre 2006, il devient directeur de la rédaction de France Info. En mai 2007, Philippe Chaffanjon le replace à la tête de la rédaction de France Info et il devient directeur de la rédaction du site Web de France Info.[réf. souhaitée]